# 魔動王グランゾート
『魔動王グランゾート』（マドーキング グランゾート、MADÖ KING GRANZÖRT）は、1989年4月7日から1990年3月2日まで、日本テレビ系列で毎週金曜17:00 - 17:30（JST、一部の系列局を除く）に全41話が放送された、サンライズ制作のロボットアニメ。

## あらすじ
西暦2050年。月面で突如起こった大地震により、その裂け目から月に空気が生まれ、同時に地球並みの重力も発生した。やがて人々は月へ移民し、町が形成されていった。
それから半世紀後の西暦2100年。町内の福引きで月旅行を当てた少年、遙大地は月で自作のジェットボードで飛ばすも迷子になり、その途中、オルゴールの音色で忽然と現れたグリグリに遭遇、突然のことで混乱し彼女の住処に転がり込んでしまう。そこにいた彼女の祖母である大魔法使い「V-メイ」から、自分達が耳なが族と呼ばれる種族であることを告げられる。
そこへ、彼らと敵対する「邪動族」が襲いかかる。言われるままに「魔動機」の一つ「魔動銃」を使い、耳なが族に伝わる魔動王「グランゾート」を召喚する大地は、戸惑いながらもグランゾートとともに邪動族の尖兵「ヘルメタル」を撃破。偶発的に魔動力を発揮した大地に、メイは彼こそが邪動族と戦える「魔動戦士」だと告げる。武者修行中の少年ガスと耳なが族の少年ラビを加え、彼らは邪動帝国の手に落ちたラビルーナと聖地ルナを解放する旅に赴くことになる。

## 登場人物
家族構成など、一部の設定はテレビシリーズとノベライズ版では相違するものもある。

### 主要人物
遥大地（はるか だいち）
声 - 松岡洋子（タイトルコールおよび次回予告ナレーションも兼任）
魔動王：グランゾート→スーパーグランゾート
本作品の主人公。元気いっぱいの小学五年生。2089年5月5日生まれ。11歳。家族構成は父の「大樹」、母の「美恵」、弟の「大空」、祖父の「大河」。勉強は苦手だがメカの操縦や製作・修理は得意で、自作の小型プラズマエンジン搭載のジェットボードに乗る（第1話）。大好物は母の手作りシュークリームで、苦手な物はニンジン。彼のオルゴールは劇中で重要な役割を果たす。
ガス
声 - 松田辰也
魔動王：ウインザート→スーパーウインザート
月生まれの地球人二世で10歳。大変な力持ちで大食漢。性格はお人好しで礼儀正しく、普段は冷静だが悪に対しては容赦しない。武者修行の途中でカーニバルタウンの山車で潰れそうになった大地達を助けたのがきっかけで仲間になる。祖父を「オジジ様」と呼び、「オジジ様の遺言なんです」が口癖だが、『冒険編』では健在であることが明らかになる。2089年10月10日生まれ。大好物はおにぎり。両親は地球で酪農経営をしている。
ノベライズ版では両親は幼い頃に事故で亡くなったらしい。
本編では「ガス」とのみ表記されていたが、OVA『最後のマジカル大戦』や小説版などでは「ガス・ヤマモト」とフルネームが使用されている。後年公開された公式サイトやBD-BOX収録のラビルーナ同窓会の映像、近年の商品展開などでは「ガス山本」といった表記が使用されている。
ラビ
声 - 安達忍
魔動王：アクアビート→スーパーアクアビート
耳なが族の一種族である「高耳族」の11歳の少年。格闘独楽回し大会のチャンピオン。孤高の一匹狼的存在。大変な個人主義で負けん気が強く、見た目は理屈屋で取っ付きにくく大地とはよく衝突するが、性根は優しく人情話に弱い。本人曰く三人の中で一番の大人と自慢するが、それは数多くの可愛い同世代の女の子にアプローチをかけたことから来るもので、子供っぽい言動も少なくない。
月面では人間の祖父と暮らしていたが、死別した後オセロとドミノに拾われ海賊紛いの稼業に明け暮れていた。俊足の持ち主で鍵の開錠が得意。好物はオムライス。ヌルヌルしたものやネバネバしたものが苦手であるため、マジカルゴにも乗りたがらない。水の魔動戦士に選ばれながら耳なが族であるためカナヅチである。実はアグラマントことV-ラーマスの孫マリウス・フォン・ラーマスであり、後にアグラマント自身からその事実を告げられる。
ノベライズ版では「高耳族」の父親と地球人の母親のハーフという設定。ノベライズ版では、耳なが族は魔法を使うことができ、一方で魔動力は耳なが族よりも地球人に強く備わるものとされており、それがラビが耳なが族でありながら魔法を全く使えず、その一方で強い魔動力を持っていたことの理由付けとなっている。
グリグリ
声 - 林原めぐみ
白耳族の少女でメイの孫。5歳。天真爛漫な性格。「きゃわ〜ん」や「〜グリ」が口癖。魔法はニンジンを出す魔法とマジカルトランポリンだけで、ほとんど役に立たないが、たまに大地達のピンチを救うこともある。33話では敵幹部のエヌマに化けたが、そっくりになったのは顔だけで頭身は変わっていなかった。呪文は「ホロレチュチュパレロ」。暇さえあれば魔法でニンジンを出してかじっている。一人称は「ボク」。
V-メイ
声 - 鈴木れい子
グリグリの祖母。75歳。好きなものは昼寝、趣味は惚れ薬の調合、嫌いなものは邪動族。炎を司る大魔法使い。大地達、若き魔動戦士を導く。ほとんどの魔法は呪文の詠唱なしや指を鳴らすなどで行使出来る実力者であり大方の詠唱時には「ヤロレパパ」で済ませることが多いが、「ラウーラの道」を開く時など正確な呪文を唱えたりする（その場合のほとんどは正確な呪文でなければ発動しないため）。名前の頭に付く「V」の称号は最高位の証で世襲制である。
ハピ
声 - 光野栄里
聖地ルナに住む小動物で、グリグリのペット。邪動族が接近すると毛を逆立て怒る。昔は番犬代わりとして飼われることも一般的だったらしい。
マジカルゴ
第5エリアに住んでいた、巨大なカタツムリに似た生物。体に付着している光の砂の力により、第5エリアを元の世界に戻した。その後は乗り物代わりとして大地達の旅に同行する。
ニジンスキー・スカラバカヤ
声 - 龍田直樹
自称「月面考古学博士」。月面に飛ばされた大地達と行動を共にし、ラビルーナに戻る手助けをする。周囲になかなか名前を憶えてもらえず、通称「ニンジン博士」、ラビからは「ニンジン好きのウスラ馬鹿？」と言われる。自宅の机には、Dr.バイブルと思われる男と一緒に写っている写真が置かれており、作中において両者の関係が語られることはなかったが、出版物の中には彼らを「兄弟」と説明しているものも存在する。

### 邪動族
アグラマント
声 - 緒方賢一
邪動族の司祭。推定年齢80歳。好きなものは宇宙征服、嫌いなものは耳なが族。邪動戦士を邪動界から召喚する。ラビルーナの完全制圧を目論む強大な邪動力の使い手。その正体は「V」の称号を持つ魔法使いでラビの祖父V-ラーマス。
シャマン
声 - 山寺宏一
搭乗機：サーベイガー1号→ヘルメタル指揮官型→ワイバースト
三邪動士の一人。18歳。嫌いなものは魔動戦士。エヌマには「血の凍ったような顔」と評される程のポーカーフェイス。アグラマントに忠誠を誓いつつもその本心が読み取れない。自分のプライドを傷つけた大地を自分自身の力で倒したいと思っている。過去の英雄の遺品から水の邪動力によって擬似邪動戦士を生み出す。パイプオルガンの名手で、アグラマントをして「見事」と言わせたほど。後に邪動王ワイバーストに搭乗。終盤においてアグラマントが耳なが族であることを知り、反逆を企てるもののサユリにその野望を砕かれ、邪動力を以ってしても光の戦士達を打ち倒せないと悟ると負けを認め、エヌマと共に故郷へ帰還する。後にエヌマと結婚。
ナブー
声 - 島香裕 / 宝亀克寿（スーパーロボット大戦DD）
搭乗機：ハービザン
三邪動士の一人。35歳。好きなものは将棋、嫌いなものは平和。天変地異の邪動力を得意とする。見かけによらず意外と手先が器用で泥人形を練成し火の邪動力を使い、擬似邪動戦士を生み出す。自称「邪動帝国一のインテリ」。エヌマには汗臭いと言われる。後にハービザンに搭乗。だが、暗黒大邪神に生贄としてハービザンごと握り潰される。三邪動士の中で、唯一の戦死者。
エヌマ
声 - 林原めぐみ
搭乗機：ヒドラム
三邪動士の紅一点。16歳。好きなものは一日二回の沐浴、嫌いなものはシャマン。自称「邪動帝国一の美女」。ナブーには香水臭いと言われた。プライドが高く、シャマンにライバル意識を持つ。変化の魔法を得意とし、操の邪動力によって調合した変身スープを動物に飲ませ擬似邪動戦士にする。後にヒドラムに搭乗。暗黒大邪神にヒドラムごと握り潰されそうになるが、黒武者が操縦する武者メタルに救われ、間一髪で脱出する。最後はシャマンと共に故郷に帰っていった。後にシャマンと結婚。
Dr.バイブル
声 - 龍田直樹
武器開発部門を担当する地球人の科学者で、主に邪動神の手足を製造するマッドサイエンティスト。後に「バイメタル」を発明し、邪動王を完成させる。エキセントリックな性格で「キエーッ！」が口癖。最終話では、大地と同じ地球行のシャトルに乗っていた。
邪動兵士
声 - 橋本博
邪動族の雑兵。

#### 邪動戦士
初期は三邪動士によって生み出された疑似邪動戦士、24∼27話はアグラマントが本国から呼び出した精鋭達、28∼37話では領民をあくどい方法で苦しめる邪動族の領主と戦った。
ガラパチーノ
声 - 笹岡繁蔵 / 松山鷹志（スーパーロボット大戦DD）
搭乗機：メガロックス・プロトタイプ
ナブーによって創り出されたナイフ型ゴーレム。
スネッケル
声 - 島田敏
搭乗機：ジャンモス1号
ムーンスネークがエヌマの調合した変身スープを飲んだ事によって変身した疑似邪動戦士。スープが不味かったのかと問い詰められ、おいしかったと取りつくろっていた。
ポセ
声 - 吉水慶 / ボルケーノ太田（スーパーロボット大戦DD）
搭乗機：プテランダー1号
ポセイドンの髪の毛から生み出された擬似邪動戦士。二股の鉾を武器とする。
ミラーマン
声 - 江原正士
搭乗機：トリプロス1号
ナブーによって創り出された鏡型ゴーレムで語尾に「だな」とつけて話す。
ハリバッカー
声 - 関俊彦
搭乗機：チラノザック1号
ムーンハリネズミがエヌマの変身スープによって変身した戦士。
ロジン
声 - 目黒祐一
搭乗機：サーベイガー2号
赤耳族に捕えられた大地とラビを抹殺しようとした。
タンバロン
声 - 郷里大輔
搭乗機：ジャンモス2号
ナブーから与えられた特殊なレンズを使用した眼鏡で生命反応を感知したため、ゼルチの畑を荒らした。
カマキッド
声 - 島田敏
搭乗機：メガロックス1号
自らの邪動力で操る岩男と共に大地達を襲撃した。正体はカマキリ。
サイゾーン
声 - 中村秀利
搭乗機：トリプロス2号
シャマンの命令でマジカルゴを抹殺するために湖に毒を入れた。
マキマッキー
声 - 山下啓介
搭乗機：プテランダー2号
リボンや包帯を使った魔法を得意としている。ドルビー族を操って大地達を罠にかけた上、包帯を巻き付けてマジカルゴを殻ごと砕こうとした。
バットバン
声 - 戸谷公次
搭乗機：メガロックス2号
吸血鬼の牙から生み出された戦士。世界樹に止めを刺そうとするシャマンを援護した。
サイドステッパー
声 - 塩屋浩三
搭乗機：ジャンモス3号
大地達の動向を探っていた偵察ガニが変身した戦士。カメカメ族とのレースでラビが負けるように妨害工作を行う。
ナマンズ
声 - 郷里大輔
搭乗機：チラノザック2号
ナマズ型ゴーレム。ナブーの命令で津波に乗じてカッパ族の村を襲撃した。
キャプテン・グッド
声 - 石塚運昇
搭乗機：トリプロス3号
指輪から生み出された戦士で大渦の海を渡ろうとする大地達を襲った。
ノコギラン
声 - 目黒祐一
搭乗機：サーベイガー3号
ノコギリザメが変身した戦士で大工のような姿をしている。
クラーゲル
声 - 塩屋浩三
搭乗機：プテランダーII号
ナブーによって創り出されたクラゲ型ゴーレム。バイメタルによる邪動力の消耗に耐え切れず、干からびて弱体化した事で敗北。クラーゲルが敗退してからは本国の精鋭が登場するようになる。
ガリーベン
声 - 戸谷公次
搭乗機：ケルベーダ1号
邪動帝国一の頭脳を自称しているが、実際にはデータなどを丸暗記しただけなので応用力に欠ける。
デベロマン
声 - 郷里大輔
搭乗機：ミノダロス1号
邪動帝国一の荒事師を自称しており、ゾーラクラウンの手がかりを探そうとする大地達を妨害する。
マジックン
声 - 笹岡繁蔵
搭乗機：ユニカイザー1号
自称、邪動帝国一の魔術師。アグラマントの直属。アグラマントの命を受けラビルーナへ戻ろうとする大地達を抹殺しようとした。自分が被っているカツラのことをシークレットヘアーと呼んでいる。
タブー
声 - 郷里大輔
搭乗機：ジャンベイガー
ナブーの配下。ニンジンを取り上げる代わりに松明を売るよう強制した。邪動族はニンジンを食べてはいけないという掟がありながら、ニンジンが好物で取り上げたニンジンを貪り食っていた。
マグマントル
声 - 中村秀利
搭乗機：プテラプロス
エヌマの配下でタマラを操って皆を恐竜の着ぐるみ姿に変えてしまう。エヌマには良い男だが趣味が悪いと評される。
ドグー
声 - 安西正弘
搭乗機：メガロザック
ナブーの配下で聖なる火の山へ向かおうとする大地達を善人のふりをして妨害し、合体邪道神メガロザックに乗り込むも、復活したスーパーウインザート単独に敗れて脱出したことで、大恥をかかされたナブーの叱責を受ける。その後は再起を図ろうとサラマンドラを使って大地達を苦しめたが、V-メイとラビの奮戦でサラマンドラの呪縛が解けたため、恐怖のあまり一目散に逃走してそのままフェードアウトした。ラビからは再会した際にヨーデル邪動族と呼ばれた。
ファイヤープリンス
声 - 松本保典
搭乗機：ケルベーダ2号
エヌマの配下。炎に弱い雪だるま族に「熱いのを我慢する」我慢大会をさせて苦しめ、逆に大地達には「寒いのを我慢する」我慢大会をやらせた。実は寒がり。
チューリップ卿
声 - 稲葉実
搭乗機：ユニカイザー2号
ナブーの配下でありながら、エヌマを慕っており、誕生日プレゼントとして彼女を模した氷の花人形の建造を目論む。スーパーアクアビート単独で倒された唯一の邪動族。
アイスバーン
声 - 速水奨
搭乗機：ミノダロス2号
シャマンの配下。転ぶと10歳年を取る魔法で集めた若さをアイスツリーにしていた。敗退後、本来の姿と思われる年老いた姿（髪の毛は頭頂部に一本だけ、後は丸ハゲ）へと変わる。
オンザロック
声 - 島田敏
搭乗機：ジャンモス4号
名古屋弁を使う邪動族。エヌマの配下で邪動力で作り出した妖精を操り村人に魔法の風邪をひかせ、そのくしゃみからダイヤを生成してエヌマにプレゼントし出世しようとするも、エヌマ自身はダイヤに無関心であった。スーパーウインザート単独で完全に倒された唯一の邪動族。
妖精
声 - こおろぎさとみ
オンザロックの邪動力によって作られた小型の疑似邪動戦士にして、シリーズ全体を通しては唯一の女性邪動戦士。小型ゆえに邪道神には乗らないが、オンザロックの命令でフラッペ村の人々に魔法の粉を振りかけて風邪をひかせていた。ガスとグリグリがクシャミイラズの花を見つけると、その花を散らそうと魔法の粉を振りかけたが結果的に失敗に終わった。そしてオンザロックが倒されると同時に自身も消滅した。
コリゴーリ
声 - 山下啓介
搭乗機：サーベイガー4号
ナブーの配下。氷壁の回廊と呼ばれる氷の柱の近くになる大氷壁の隙間を支配しており、吹雪を起こさせて氷の柱へ行かせないようにしていた。野球選手を思わせる姿をしており、見た目通り野球好き。
アイスバロン
声 - 塩屋浩三
エヌマの配下。薩摩弁を話し、明治期の兵士のようなコスチュームを着ている。肌の色は青い。特殊な凍結魔法を操り、氷の女王に好意を抱いて殺すことなく凍結させたためにエヌマの怒りを買ってしまう（ただし支配地はそのまま任せられている）。エヌマに見限られているため邪動神は貸与されず、ラビによって自らの邪動力を弾き返された事で凍結してしまった。

### ゲストキャラクター
オセロ
声 - 塩屋浩三
自称宇宙海賊の船長だが、手持ちの海賊船は陸上を走るのみ。月面でラビと共に泥棒稼業を働いていた。『冒険編』では安物ながら念願の宇宙船を手に入れる。
ドミノ
声 - 龍田直樹
オセロの子分。「ガッテン」が口癖。
ネリ
声 - 光野栄里
村長の娘を救うためセスナに乗っていた少女。彼女が住む村の住民の美的感覚は普通の人と正反対。可愛らしい容姿のネリが「村長の娘は村一番の美人」と言うのでラビは張り切るが、実際に村長の娘に会うとすごい不美人でガッカリする。
V-イマック
声 - 滝雅也
風を司る大魔法使い。ラビルーナに入る裏道「ラウーラの道」を守っていた。ラビが高耳族であることを一目で見抜いた。
ライム
声 - 伊藤美紀
ラビルーナの第5エリアに住む「赤耳族」の少女。年齢は大地と同じ位で一人称は「俺」。最初、大地はライムを男の子だと思っていた。因みに赤耳族では挨拶の代わりとして相手の頬を抓るという行為をするのだが、お互いの頬を抓る行為は求婚の証となる。
ゼルチ
声 - 沢りつお
第5エリアで唯一緑が残っている場所を一人で守っていた老人。大地達を邪動族と勘違いしてしまうが、ガスの誠実な行動を見て誤解を解き、彼らに光る砂のことを教える。
タカ
声 - 冬馬由美
ゴッ谷の近くに住む「赤耳族」の少年。肝試しで臆病になったことから、ヤジ飛ばすかのごとく苛められているところを大地とラビに助けられた。
ティーン・トオチャン
声 - 龍田直樹
ティーン・カアチャン
声 - 鷹森淑乃
ティーン・ボッチャン
声 - 渡辺久美子
ガブリエルの森に住む妖精「ティーン族」の少年。幻の魔法で侵入者を脅かし、マジカルゴを守っていた。
村長
声 - 吉水慶
世界樹の麓に住んでいる「ドルビー族」の村長。だが、ナブーの部下であるマキマッキーに村人共々操られてしまう。
シックハック
声 - 喜多川拓郎
メイとは顔馴染みの修行僧の姿をした魔法使い。世界樹をどうにかして元に戻そうと努力しているが実を結んでいない。一応耳なが族だが種族は不明。
世界樹
声 - 秋元羊介
第5エリアを支えている「柱」そのもの。自らの体内（実際には口の中）に闇の魔法陣を隠し、第5エリアを死守していた。マジカルゴの光の砂の力で闇の魔法陣が光の魔法陣に変わり、エリア全体が完全に元の世界に戻った。
カメカメ族の長老
声 - 峰恵研
第4エリアにあるカメカメ島に住む、カメカメ族の長老。もの凄いスローテンポで喋る。事情を知って自分達と耳なが族との確執を水に流し、第4エリアを支える柱の場所を示す地図を手渡す（しかし虫食いだらけ）。
カッピイ
声 - 折笠愛
シャンプーハットのようなものを被り、甲羅を背負った「カッパ族」の少年。
カップン
声 - 峰あつ子
カッピイの母親。夫の残したかっぱ巻きの寿司屋を守っている。
スナービ
声 - 滝沢久美子
第4エリアの渦潮を島へと橋渡しする「カイ族」の女水先案内人。自ら「おばさん」と言っているように若くはないが、ラビをわが子のように接してくれた。
ノーア
声 - 西原久美子
巨大な滝に水没寸前の村にいた少女。ガスは彼女にほのかな思いを・・・
メトセラ
声 - 山田礼子
カリン
声 - 鷹森淑乃
「ヤドカリ族」の女の子。
抗体族
第4エリアを支える巨大鯨の中に免疫として住む一族。
巨大鯨
声 - 稲葉実
第4エリアを自身が吹き出す潮で支えている。心臓にある光の魔法陣を巨大ヒトデに封じられて苦しんでいたが、ウィンザートがシュトルムカイザーの一撃で巨大ヒトデを倒したため、正常に戻る。
ネアーン
声 - 塩屋浩三
第3エリアに住む「耳長原人」で水を巡ってピーテカ村と争うネアーン村の村長。
ピーテカ
声 - 西村知道
水を巡ってネアーン村と争うピーテカ村の村長。
ミミ
声 - 久川綾
ネアーン村に住む少女。自分の村とピーテカ村が争いを止めるために、捕らわれた大地達を解放した。
ポノ
声 - 弥生みつき
第3エリアで恐竜をペットとして飼っている耳なが族の少女。氷を使って色々なことを占っている。その力で呪いをかけられたグランゾートを救い、第3エリアの柱である聖なる火の山の場所も判明した。
ザウル
声 - 沢りつお
村の司祭を務めるポノの祖父。
バスガイド
声 - 藤井佳代子
月面の観光地「かんざし岩」に向かう大地達一行の乗った観光バスに添乗していたバスガイド。
マァチ
声 - 松井菜桜子
松明売りの少女。
プリル
声 - 坂本千夏
マァチの妹。
タマラ
第3エリアでマグマントルに操られていたサラマンドラの子供。炎を主食とし、口から吐いた火炎などを浴びると着ぐるみ姿に変わってしまう魔法を使う。母親を探すため、大地達と一緒に旅をする。その正体はフェニックスの子供。
エリー
声 - 光野栄里
フサ耳族の少女。
サラマンドラ
声 - 有馬瑞香
タマラの母親。ナブーの配下であるドグーに操られていたが、ラビの治癒の魔動力により逆鱗にあった闇の魔法陣が光の魔法陣に変わったことで正気を取り戻す。ハービザンによって溶岩の底へ叩き込まれるが、真の姿であるフェニックスへと戻る。
スノーウィー
声 - 森田千明
第2エリアに住む雪だるま族の少年。ガスに似てると言われたので大地とラビにドロップキックを浴びせた。
カイ
声 - 高山みなみ
第2エリア「オレンダ」の街に住む少年。ラビによく似ている。
ヒルダ
声 - 白鳥由里
カイの妹。ラビを兄と勘違いをしてしまう。
ステファン
声 - （老人）松尾銀三、（少年）峰あつ子
エスキモ村の少年。アイスバーンの転ぶと10歳年を取る魔法によって老人になっていた。
シャーベット
声 - 荘真由美
フラッペ村の少女。
ムサ
声 - 折笠愛
ムササビ族の少年。自力で飛べないために仲間から冷ややかな目で見られていたが、大地やラビと協力して製作した飛行機で氷壁の回廊を突破する事に成功した。
氷の女王
声 - 川浪葉子
第2エリアの象徴「氷の柱」に住む女王。ラビの母親ではないかと思われたが、女王の子供は邪動族の手から逃れ、現在は第5エリアにいるらしい。ラビに親子の証である「ラーマスの紋章」の片割れを渡した。
青銅の巨人
声 - 銀河万丈
聖地ルナを支える生きたブロンズ像。だが、聖地が邪動族のせいで大きくなったため、支えきれなくなっていたが、大地の作った巨大なオルゴールの音楽を聞く事で力を取り戻した。
フォルテ
声 - 森田千明
第1エリアに住む「白耳族」の少年。性格が荒んでおり、耳も巻き耳になっている。
アーヤ
声 - 佐久間レイ
フォルテの姉。彼女だけは耳が真っ直ぐなままである。
黒武者
声 - 子安武人
その名の通り、黒い鎧に身を包んだ謎の賞金稼ぎ。
サユリ
声 - 滝沢久美子
ラビの実母でありラーマスの娘。ラビを産んだ後に彼を地球人に預けて、正体を隠して黒武者として行動していた。最終回にてゾーラブレードを復活させるため、闇の魔法陣に飛び込んで絶命するが、改心した父親の命と引き換えに甦る。

### 『最後のマジカル大戦』
アルガ
声 - 秋元羊介
高耳族の長で、常に仮面を被っている。耳なが族に復讐するためにハイパーグランゾートを造り上げた。ラビの実の父である。
フィエナ
声 - 鷹森淑乃
高耳族の少女。アルテミナパワーを生み出す選ばれし者の一人。
グルンワルド
声 - 関俊彦
邪動族の王カノープスの息子。ラビルーナを支配するためにゼラガー、バラドーを連れて降り立った。ツインビークスを復活させ、アルテミナパワーを手にしようとしている。強大な邪動力により巨大化することができ、その際に纏う黄金の鎧は全身が武器になっていて、サイクロプスとギガンティスを凌ぐ強さを発揮する。
ゼラガー、バラドー
声 - 二又一成、島田敏
グルンワルドの側近である邪動族。見た目から双子と推測される。

### 『冒険編』
お杏
声 - 勝生真沙子
姉御肌の運び屋。ガスとラビを助けに行きたいという大地を月へ連れて行くことになる。短刀 （ドス）が武器。
マリア
声 - 横山智佐
お杏の助手。歳は大地達と変わりないようである。ヘルメットにニッカボッカと、工事現場のような服装が特徴。ラビにナンパされていた。
謎の老人
声 - 石森達幸
ラビが月の空港で偶然出会った謎の老人。盗んだ下着を「拾った」と言ったり宇宙船を勝手に操作するなど、とんでもない行動を採る。実はガスの祖父。
グレコ・ノーマン
声 - 滝口順平
宇宙海賊「ノーマンベイツ団」の首領にして科学者。50年前の事件に興味を持ち、独自に魔動王ダーク・グランゾートを造り上げた。
ブリザード
声 - 島田敏
ニジンスキー博士の助手で、闇の塔発掘隊の一員。

## 登場メカ

### 光の3魔動王（光の三魔動王）
魔動王（マドーキング、MADÖ KING / MADO KING）
フェイスモードからバトルモードに変形する。胸のキングストーンは魔動力の制御石で魔動戦士の乗り込み口でもある。
設定協力の朝比奈祥和（放送時は旧タカラ社員）はフェイスモードからロボットモードに変形する設定について、「ロボットの組み立てトイだけだとインパクトに欠ける」とギミックを盛り込もうと考えていた時に、映画『未来惑星ザルドス』で巨大な顔面の岩が浮遊しているシーンを思い出し、サンライズの吉井孝幸プロデューサーに巨大な顔がロボットへ変形するというアイデアを提案。その時点でメカニカルデザインの大河原邦男が主役ロボのラフ案を上げてきていたが、朝比奈がそれに変形ギミックのコンテを書き出し、それを受けた大河原がリデザイン案を提出した。一方で顔がロボットに変形する設定上の理由を設定協力の吉川兆二（当時はレッドカンパニー所属）から質問されたが朝比奈は考えていなかったため、その話を聞いた原作の広井王子が「他の人から質問されたら自分が設定を回答する」と言い、チャクラに絡めた設定を考えていたが実際にはその件に対する質問はなかったという。
炎の魔動王 グランゾート（GRANZÖRT / GRANZORT）
声 - 大滝進矢
炎と大地を司る魔動王。魔動機「魔動銃（まどうじゅう）」から大地の魔動力によって撃ち出されたプレートが地面に描く魔法円によって召喚され、大地が搭乗する。基本色は赤。額の象徴石はグランドストーン。
プレートが地面を転がる形で魔法円を描く関係から、魔法円を描く地面は広さだけでなく平面であることも必要となる。魔動戦士としての必要条件は、100ｍを豹の如く5秒で走れること。大地はジェットボードを使うことでこれをクリアした。
「一撃殲滅の力」を司り、地と炎を中心とした魔動力を繰り出す。光の3魔動王のうち、彼だけははっきりとした自我を持っており、言葉を話すことができる。戦闘中は大地に対し、「魔動力だ」や「魔動力を高めろ」などと、端的ながらも様々な助言を行うこともある。
- フェイスモード5.0m
- バトルモード8.0m
- 魔動力
  - 初級
    - グレートキャノン：攻撃魔動力。火球を作り出し相手に投げつける。
    - エネルギーボルト：攻撃魔動力。無数の光の矢が相手を貫く。
    - ファイヤークローラー：攻撃魔動力。炎が高速で回転しながら地を這いつつ相手に突進していく。
    - ロックセイバー：防御魔動力。

  - 中級
    - バスタースマッシャー
    - フレイムボマー：胸の「キングストーン」から炎の球を発する。
    - エクスプロウド

  - 上級
    - サラマンダー：2匹の火竜を召喚。
    - ディザルブスパイア：正四面体の結界に敵を封じ込める。
    - サークルガーター：炎の魔法陣を描き、敵の攻撃を弾き返す。

  - 特上
    - エルディカイザー（ERDE KAISER）：グランゾートが操る「地の神の剣」。「ジーク・ガイ・フリーズ」の呪文で呼び出す。刀身に揺らめく炎のようなものは大地の魔動力そのもの。掛け声は「一刀両断、エルディカイザー」。エルディはドイツ語で地球の意味。

風の魔動王 ウインザート / ウィンザート（WÏNZERT / WINZERT）
風の魔動王。魔動機「魔動弓（まどうきゅう）」によって形成された光の矢を打ち出し、天空に描く魔法円で召喚され、ガスが搭乗。基本色は緑。額の象徴石はウインドストーン。
魔法円を描くためには風が吹いていることが必須条件だが、クジラの体内でクジラの呼吸を「風」に見立てて召喚したこともあるなど、自然の風でなくとも空気さえ動いていれば条件は満たされる。魔動戦士の必須条件は魔動弓を引くことのできる力を持ち、風に乗れること。加えて、魔動力は帯電体質であることも条件に挙げられている。「護り」を司り、天候と雷撃の魔動力を繰り出す。魔動コレクションでは「ウィンザート」と表記。
- フェイスモード5.0m
- バトルモード7.5m
- 魔動力
  - 初級
    - ビートウェーブ：胸部から繰り出す風の竜。
    - クリップルリング:腕から風の輪刃を生み出す。
    - エアスプリット

  - 中級
    - サンダーエクスプロウラー:腕から放つ電撃。
    - イリュージョンミラー:光の屈折からの分身。
    - アースクェイカー

  - 上級
    - ジン：風の精霊を召喚。
    - ハリケーンスマッシャー：両腕から繰り出す巨大竜巻。
    - ブラストガン：両手から繰り出す閃光弾。
    - サークルガーター

  - 特上
    - シュトルムカイザー（STURM KAISER）:「風の神が狩る弓」。掛け声は「一発必中、シュトルムカイザー」。シュトルムはドイツ語で嵐の意味。
    - ウインドリフレクター
    - イレイザーガスト

水の魔動王 アクアビート（AQUABËAT / AQUABEAT）
水の魔動王。「魔動独楽（まどうごま）」が水面に描く魔法円で召喚され、ラビが搭乗。基本色は青。額の象徴石はアクアストーン。
魔法円を描くためには魔法円が描けるだけの広さがあり、なおかつ波のない静かな水面が必要とされる。そのため全体が海である第四エリアでは、存分に活躍できる環境にも関わらず出番に恵まれることはなかった。乗り込む条件は水上に独楽を回し水上を走れること。力の回復を司り、水や水蒸気、氷の魔動力を繰り出す。
- フェイスモード5.0m
- バトルモード7.5m
- 魔動力
  - 初級
    - チェーンブレイカー：水柱を掴んで鎖のように叩き込む。
    - サーペントクラスプ：ウェーブカイザーをヒドラに変え、敵を絡め取る。
    - ヴェイパースラスト

  - 中級
    - ブロースラスト
    - バブルプレス：泡の魔動力。
    - フィールドタイド
    - ウォーターウォール：水のカウンター・マジックで敵の攻撃を撥ね返す。

  - 上級
    - ウンディーネ：水の精霊を召喚する。
    - フリーズクラッシュ：水を浴びせて対象を凍結させて粉砕する。
    - サークルガーター

  - 特上
    - ウェーブカイザー（WAVE KAISER）：水の神が持つ銛。掛け声は「一閃炸裂、ウェーブカイザー」。

新魔動王（ニューマドーキング、NEW MADÖ KING / NEW MADO KING）
フェイスモードからバトルモードに変形する。胸のS・ストーン（スーパー・ストーン）はより強力な魔動力を発する為の制御石で魔動戦士の乗り込み口でもある。キングストーンは両肩に移動した。
炎の新魔動王 スーパーグランゾート / Sグランゾート（SUPER GRANZÖRT / SUPER GRANZORT）
一度は消滅したグランゾートが「ゾーラクラウン」の力を得て、白色を主体とした新たな姿へと生まれ変わった姿。額の象徴石はグランドストーン。魔動コレクションとEDテロップでは「Sグランゾート」と表記。
- 魔動力
  - 上級
    - 初級魔動力がパワーアップしたもの。名称に「ハイパー（魔動力名）」と冠するようになる。

  - 超特上
    - スーパーエルディカイザー / Sエルディカイザー（SUPER ERDE KAISER）：パワーアップしたエルディカイザー。鍔の部分に可変ギミックがある。第27話ではそれを活かして、鍔迫り合いの状態からユニカイザー1号の剣を圧し折っていた。
    - ガイアドラゴン：ニジンスキー博士が持っていた石版に書かれていた魔動力。「ゼーマ・ガイ・ドルーガ」の詠唱で召喚。大地を走る竜で、上にスーパーグランゾートが乗り、敵に突撃する。

風の新魔動王 スーパーウインザート / Sウィンザート（SUPER WÏNZERT / SUPER WINZERT）
ウインザートがドラゴンマウンテン周辺に聳える六つの龍の山から吹く風で甦った姿。額の象徴石はウインドストーン。魔動コレクションでは「Sウィンザート」と表記。
- 魔動力
  - 超特上
    - スーパーシュトルムカイザー / Sシュトルムカイザー（SUPER STURM KAISER）

水の新魔動王 スーパーアクアビート / Sアクアビート（SUPER AQUABËAT / SUPER AQUABEAT）
アクアビートがオレンダの町にある魂の井戸の底から甦った姿。額の象徴石はアクアストーン。魔動コレクションでは「Sアクアビート」と表記。
- 魔動力
  - 超特上
    - スーパーウェーブカイザー / Sウェーブカイザー（SUPER WAVE KAISER）
    - プラズマシュート：3本の光線を放つ攻撃魔動力。ヒドラムを一撃で半壊させるほどの威力を誇る。

### 闇の3邪動王（闇の三邪動王）
邪動王（ジャドーキング、JADÖ KING / JADO KING）
ドクターバイブルが新素材「バイメタル」で作り上げた、対魔動王のための魔神。フェイスモード、バトルモードに加え、ビーストモードに変形可能。フェイスモードは防御形態だが邪動力の消耗が激しい。胸のイーヴィルストーンは未知数の邪動力を引き出す制御石で邪動戦士の乗り込み口でもある。
炎の邪動王 ワイバースト（ШYBÜST / ШYBUST）
グランゾートを分析し製作された炎の邪動王。名前はワイバーン（wyvern）から。ビーストモードは双頭の龍。名誉挽回のためにシャマンが搭乗。武器はブレードシュバルツ（BLADE SCHWARZ）。シュバルツはドイツ語で黒の意味。額の象徴石はバーストーン。
- フェイスモード全高5m
- バトルモード全高8m
- 邪動力
  - ファイヤーハザード
  - トランスリンガー
  - クローザーキューブ

風の邪動王 ハービザン（HaRBYZAN）
ウィンザートを分析し製作された風の邪動王。名前はハーピー（Harpy）から。ナブーが搭乗。ビーストモードは怪鳥。武器はレイザーシュバルツ（RAZOR SCHWARZ）。額の象徴石はハービストーン。最期は暗黒大邪神にエネルギーを吸収され鉄屑にされてしまう。
- 邪動力
  - ストリーム・ブレイカー
  - ブラックホラー
  - ライトニングボルト
  - クレストエッジ
  - オーロラバンテージ

水の邪動王 ヒドラム（HYDORAM）
アクアビートを分析し製作された水の邪動王。名前はヒドラ（Hydra）から。ビーストモードは獣。エヌマが搭乗。最後に作られた邪動王である。武器はスピアーシュバルツ（SPEAR SCHWARZ）。額の象徴石はラムストーン。
- 邪動力
  - ブラッドシャードリフト
  - ダークフィールド

### 闇の9邪動神（闇の九邪動神）
邪動神（ジャドーしん、JADÖ SHIN / JADO SHIN）
先の大戦で本来の手足を失った為、動物の頭部を模した邪神像に、ドクターバイブルが造った頭部と手足を付けた状態で戦う。破壊されても本体はアグラマントの邪動力で復活する。モチーフは絶滅動物（サーベイガー、メガロックス、ジャンモス）、恐竜（プテランダー、トリプロス、チラノザック）、幻獣（ユニカイザー、ケルベーダ、ミノダロス）といった現代には存在しない動物。目の下の隈取りの数が少ないほど強力。
以下、魔動コレクションにて商品化された機体には※印を付記。
電気の邪動神 サーベイガー（SABEIGER）
サーベルタイガー（Saber-toothed Tigers）の頭部を模した、電気を司る邪動神。隈取りは3本。額の石はベイストーン。
サーベイガー1号（SABEIGER 1）
シャマンが搭乗する邪動神第一号。大地が初めて対峙した邪動神。左手の3本の爪が特徴。グランゾートと互角の戦いをするが試作型ゆえに邪動力を使用後、機能障害が起こったために撤退する。
- 邪動力
  - サンダーデストロイ

サーベイガー2号（SABEIGER 2）※
ロジンが搭乗する邪動神。基本的に1号の改良型。三本の爪「ブレイクロー」が高速回転させて敵を攻撃。
サーベイガー3号（SABEIGER 3）
ノコギランが搭乗する邪動神。Dr．バイブルが頭部に内蔵したカメラでグランゾートの行動パターンを記録する。足の爪が2本になっており、踵が丸ノコ、左腕がチェンソー。邪動力は2号までとは異なり、電気ではなく炎を使用。
- 邪動力
  - ファイヤーシャーク

サーベイガー4号（SABEIGER 4）
コリゴーリが搭乗する最後の邪動神。全身をフルメタルアーマーで強化されている。
- 邪動力
  - リバースモータークロー

幻の邪動神 メガロックス（MEGALOX）
ギガンテウスオオツノジカ（Megaloceros giganteus）の頭部を模した、幻を司る邪動神。隈取りは2本。額の石はロックストーン。
メガロックスプロトタイプ（MEGALOX PROTOTYPE）
ガラパチーノが搭乗する邪動神。コマの様に回転して攻撃を行う。左腕に「ミキサードリル」のプロトタイプを装備。
メガロックス1号（MEGALOX 1）
カマキッドが搭乗する邪動神。両腕に鎌を装備。
メガロックス2号（MEGALOX 2）※
バットバンが搭乗する邪動神。左腕に「ミキサードリル」を装備。

水の邪動神 ジャンモス（JUMMOTH）
マンモス（mammoth）の頭部を模した、水を司る邪動神。隈取りは1本。額の石はモストーン。
ジャンモス1号（JUMMOTH 1）※
スネッケルが搭乗する邪動神。氷の邪動力で凍結させ、左腕に装備されている鉄球、アイアンバーで仕留める攻撃が得意。
ジャンモス2号（JUMMOTH 2）
タンバロンが搭乗する邪動神。両足のローラーで高速移動する。左腕に大型クローを装備。
ジャンモス3号（JUMMOTH 3）
サイドステッパーが搭乗する邪動神。足がカニの様になっているので横にしか動けず、サイドステッパーもその事をぼやいていた。左腕はカニのハサミに似ており、頭部にレーザー砲を装備。
ジャンモス4号（JUMMOTH 4）
オンザロックが搭乗する邪動神。フルメタルアーマーで強化されている。ブリザード発生装置が内蔵されている。

風の邪動神 プテランダー（PTERANDER）
プテラノドン（Pteranodon）の頭部を模した、風を司る邪動神。隈取りは3本。額の石はプテストーン。
プテランダー1号（PTERANDER 1）
ポセが搭乗する邪動神。風の邪動力で水中活動が可能。
プテランダー2号（PTERANDER 2）※
マキマッキーが搭乗する邪動神。飛行形態（ジェットモード）に変形する。
プテランダーII号（PTERANDER II）
クラーゲルが乗り込む水中戦に特化した邪動神。順番としては3号に当たるが、他の邪動神とは異なりII号と表記される（発音は2号と同じで「にごう」）。元々はDr.バイブルがワイバーストのために用意していた、バイメタル製の手足を装備している。
- 邪動力
  - クラゲバリヤー

地の邪動神 トリプロス（TRIPROS）
トリケラトプス(Triceratops) の頭部を模した、地を司る邪動神。隈取りは2本。額の石はプロストーン。
トリプロス1号（TRIPROS 1）
ミラーマンが搭乗する邪動神。魔動力を反射する魔動力反射装置を備えている。
トリプロス2号（TRIPROS 2）※
サイゾーンが搭乗する邪動神。戦車形態（バギーモード）へ変形。1号と同様、魔動力反射装置を装備している。
トリプロス3号（TRIPROS 3）
キャプテン・グッドが搭乗する邪動神。左腕のアンカーが主な武器。

重力の邪動神 チラノザック（CHIRANOZACK）
ティラノサウルス（Tyrannosaurus）の頭部を模した、重力を司る邪動神。隈取りは1本。額の石はザックストーン。
チラノザック1号（CHIRANOZACK 1）
ハリバッカーが搭乗する邪動神。接近戦用。
チラノザック2号（CHIRANOZACK 2）※
ナマンズが搭乗する邪動神。戦車形態（タンクモード）へ変形。
操の邪動神 ユニカイザー（UNIKAISER）
ユニコーン（Unicorn）の頭部を模した、操を司る邪動神。隈取りは3本。邪動神で唯一、最初から本体と頭部が一体化している。額の石はカイザーストーン。
ユニカイザー1号（UNIKAISER 1）
マジックンが搭乗する邪動神。武器はランスと剣で、頑丈な盾を装備している。
ユニカイザー2号（UNIKAISER 2）※
チューリップ卿が搭乗する邪動神。フルメタルアーマーの試作機。半人半馬形態からパワードアーマーを装着した装甲形態へ変形。
- 邪動力
  - ギガボルトボンバー

光と闇の邪動神 ケルベーダ（CERBEDA）
ケルベロス（Cerberus）の頭部を模した（ただし頭は2つ）、光と闇を司る邪動神。隈取りは2本。額の石はベーダストーン。
ケルベーダ1号（CERBEDA 1）
ガリーベンが搭乗する邪動神。魔動王の攻撃データに対応した戦闘が可能。背中に飛行ユニット、左腕にマシンガンを装備。
ケルベーダ2号（CERBEDA 2）※
ファイヤープリンスが搭乗する邪動神。三つ首状態（スリー・フェイス・モード）へ変形。左腕にガトリング砲を装備。

炎の邪動神 ミノダロス（MINODAROS）
ミノタウロス（Minotaurus）の頭部を模した、炎を司る邪動神。隈取りは2本。額の石はダロストーン。
ミノダロス1号（MINODAROS 1）
デベロマンが搭乗する邪動神。基本装備である巨大ローラーを切り離し、手に武器を持つ事も可能。
ミノダロス2号（MINODAROS 2）※
アイスバーンが搭乗する邪動神。右腕に大型クロー、左腕にチェーンソー、背中にドリルアームを2本装備しており、これらの武器を展開した攻撃形態（最終攻撃型）に変形可能。

#### 合体邪動神
邪動神2体を上下に合体させた型。邪動神の倍以上の戦闘能力を誇る。
水と電気の合体邪動神 ジャンベイガー（JUMBEIGER）
上部がジャンモスで、下半身がサーベイガーの合体邪動神。アグラマントが合体させた合体邪動神第一号。タブーが搭乗。右肩にビームキャノン、左肩に4連ミサイルランチャーを装備している。2体合体なのでパワーは2倍以上。
地と風の合体邪動神 プテラプロス（PTERAPROS）
上部がトリプロスで、下半身がプテランダーの合体邪動神。マグマントルが搭乗。口よりマグマを出す。
幻と重力の合体邪動神 メガロザック（MEGALOZACK）
上部がメガロックスで、下半身がチラノザックの合体邪動神。ドグーが搭乗。口に火炎放射器、脚部にチェーン付アンカーを装備している。

### 戦闘メカ
ヘルメタル / ヘルメタル量産型（HELLMETAL）
邪動帝国の一般兵士が使用する量産型の戦闘メカ。兵士のヘルメットを模した形態に変形する。テレビシリーズとノベライズ版では能力が異なる。胸のメタル・ストーンは人工的に造られた邪動力の制御石。
ヘルメタル隊長機 / ヘルメタル指揮官型（HELLMETAL COMMANDER TYPE）
シャマンが操縦した隊長専用機。頭に角があり、色が水色。胸のメタルストーンは9邪動神の性能に追いつくよう造られた制御石。
武者メタル（MUSYAMETAL）
黒武者が操縦するヘルメタルの特別バージョン。鎧武者の兜を模した形態に変形する。

### その他
暗黒大邪神（ANKOKU DAIJASHIN）
全てを無に帰し闇へと齎す邪悪なる巨神。三面六臂の姿をしている。元々は最初に作られた魔動王。暗黒大邪神に勝つにはゾーラブレードが必要である。
マイケル
ファイヤープリンスが我慢大会に使用した掘削用ロボット。
太陽王（TAIYOUOU）
声 池水通洋
ラビルーナに伝説として語り継がれてきた神。定まった姿形というものはなく、いわゆるエネルギー生命体のようなもの。最終決戦では三魔動王の体を借りて降臨し、ゾーラブレードによって暗黒大邪神を倒す。
ムーン・ラビット
Vメイたちが使用していた青色のオート三輪。後輪はダブルタイヤの五輪車でキャブ付き（つまり、屋根はある）の大型車。前照灯は一つ。荷台に荷物を満載し、ウサギの耳風の装飾が屋根に施されている。旅の貴重な移動手段だったが、第5エリアからマジカルゴに交替した。よく故障しており、大地が修理する場面も見られた。

### 最後のマジカル大戦の魔動王
ハイパーグランゾート / Hグランゾート（HYPER GRANZÖRT / HYPER GRANZORT）
OVA『魔動王グランゾート最後のマジカル大戦』に登場。グルンワルドに敗れたスーパーグランゾートの魂が、高耳族の魔動王の像を新たな“身体”として手に入れ甦った姿。従来の魔動王と異なりデフォルメ調のプロポーションをしておらず、頭身の高いスマートな姿をしている。また、特定の魔動力属性を持たず、カラーリングは石像に近いグレー基調である。頭部の額はスーパーグランゾートのゾーラクラウンが取り込まれたデザインになっている。高耳族の魔動王像は本来、高耳族がラビルーナに侵攻するため造ったものだった。EDテロップでは「Hグランゾート」と表記。

### 最後のマジカル大戦の邪動神
真紅の邪動神 サイクロプス（CYCLOPS）
OVA『魔動王グランゾート最後のマジカル大戦』に登場。名前はサイクロプス（Cyclops）から。闇の九邪動神に属さない邪動神。邪動族のゼラガーが搭乗。基調色は赤で、炎の邪動力を使う。スーパーグランゾートら既存の新魔動王ですら太刀打ちできない攻撃力と防御力を備える。発表前の一部メディアでは「邪動神」ではなく「鎧邪神」と紹介されていた。
蒼き邪動神 ギガンティス（GIGANTES）
OVA『魔動王グランゾート最後のマジカル大戦』に登場。名前はギガースの複数形ギガンテス（Gígantes）から。サイクロプスの同型機で、やはり闇の九邪動神に属さない邪動神。邪動族のバラドーが搭乗。基調色は青で、氷の邪動力を使う。

### 冒険編の魔動王
ダークグランゾート（DARK GRANZÖRT / DARK GRANZORT）
『魔動王グランゾート 冒険編』に登場。海賊王グレコ・ノーマンが黒い魔動石を用いて開発した機械仕掛けの魔動王。魔動力の技術、ノウハウを持っていないグレコ・ノーマンらが、機械工学的技術でグランゾートの能力を再現しようとしたものである。苦しみや恐怖といった、人間の負の感情をエネルギー源として動作する。

## 用語
魔動力（まどうりき）
魔法の上位「体系」の根元力であり、「魔」を「動かす」力のことである。魔法力がある程度の修行を積めば基本的に誰でも習得できるとされているのに対し、本来の素質が無いと使えないといわれる。地球でいうところの「三元素」に体系の基礎を持つ。純粋な心に反応しやすいために、子供が魔動力に覚醒することが多いとされる。技を繰り出す際には召喚する際と同じ「ドーマ・キサ・ラムーン〜」で魔法を使用するが、「○○（攻撃、間接、防御）○○（元素の神獣）・○○（効果、変化）〜（技名）」で繰り出すのが本来の形である。一方で呪文は省略されることも多い。
光の3魔動王（ひかりの3マドーキング）
グランゾート、ウインザート、アクアビートの3体を総称した呼び名。暗黒大邪神に対抗するために製作された神像で、各魔動戦士の掛け声と魔動機によって光の魔法陣を描き出し「『ドーマ・キサ・ラムーン』光出でよ、汝、○○○○○○」と詠唱することにより巨大な神顔形態（フェイスモード）が出現し、搭乗者が乗り込み4頭身の戦闘形態（バトルモード）へと変形する。内部ではサーフボードのように浮かぶ魔法陣に乗って操縦。パワーアップ後は、「○○○○○○スーパーチェンジ」と唱えると、戦闘形態(バトルモード)になる。
召喚時にフェイスモードで出現するのは、バトルモードはいわば格闘・肉弾戦用の機動形態であり、本来の安定した形態ではないためである。戦士達の魔動力が更なる高みへ止揚すると、一体の魔動王のその外見と能力が遷移して他の魔動王になることも可能となる。
魔動機（まどうき）
魔動王を召喚させるための機械。魔動銃・魔動弓・魔動独楽の3つを指す。ただし、魔動力が無ければ其々の動作で発動できない。小説版では前述の通り魔動板（魔動力増幅用の羅板）を用いることで、魔動王の遷移変身を可能とさせている。
魔動石（まどうせき）
魔動王を制御するための石。見た目は宝石にしか見えないが科学で解明できる物質ではないので加工は不可能。魔動戦士が目覚めることで、魔動石は魔動王の一部となり、視覚効果や魔動力発動の際の触媒となる。
魔動戦士（まどうせんし）
魔動力の素質を持ち、魔動機を操って魔動王を呼び出せる戦士達。過去にも幾人かが魔動戦士として戦っていた。
ラビルーナ
月の内側にある世界。5つの階層的なエリアに分かれており、それぞれ「柱」と呼ばれるもので支えられている。中心部には聖地ルナが存在する。魔法の力によるものなのか地球が見えている。
聖地ルナ
第1エリアの上空、ラビルーナの中心に相当する位置に浮いている球体。緑豊かな場所で、光の塔があった。
耳なが族（みみながぞく）
嘗て月が緑豊かだった時代から月に住んでいた先住民族。頭から生えたウサギのような長い耳が特徴。暗黒大邪神との戦いで荒廃した月面を捨て、月の内側へ新天地を求めてラビルーナへ渡った。
耳なが族との呼称は大まかな区切りに過ぎず、実際は更に様々な種族に分かれている。
光の魔法陣（ひかりのまほうじん）
耳なが族の象徴と言える魔法陣。「火」「風」「水」の魔法陣を重ねるとこの図形になる。決して「魔方陣」とは書かない。「火」の魔法陣は六芒星、「風」の魔法陣は矢の羽を二つ向かい合わせた様な形、「水」の魔法陣はあやとりの二段梯子もしくは鉄橋の骨組みの様な形。実は「火」と「風」の魔法陣だけで光の魔法陣は完成してしまうが、特に伏線はない。
邪動族（じゃどうぞく）
元は月面で平和に暮らしていた魔法族の一種族だったが、他の種族と決別して悪の道に走り、その証として長い耳を切り落とした。表面上見えないが、切り落とした耳の痕跡は残っている。
邪動力（じゃどうりき）
魔動力の邪悪な反力。人間の負の精神を基礎的に力の源とするために、大人が習得することが多いが、子供でも虐め等の反動からこの力に目覚めることがある。地球でいうところの「四元素」をその体系の基礎とする。
邪動帝国（じゃどうていこく）
異次元世界に存在する邪動族が住む帝国。皇帝カノープスが支配する。
邪動士（じゃどうし）
邪動力を使う魔法使い。呪文は主に「ジャハ・ラド・クシード」。
邪動戦士（じゃどうせんし）
邪動神を操る搭乗者。邪動力によって生み出され操られる擬似邪動戦士と本国の精鋭とに大別される。
闇の魔法陣
光の魔法陣と対をなす魔法陣。闇の力で描かれており、耳なが族にとっては害毒。
暗黒大邪神（あんこくだいじゃしん）
かつて邪動族となった耳なが族が作り上げた最初の魔動王。しかし、あまりの強大な力から危機感を抱いた耳なが族により封印された。
闇の9邪動神（やみの9じゃどうしん）
サーベイガー、メガロックス、ジャンモス、プテランダー、トリプロス、チラノザック、ユニカイザー、ケルベーダ、ミノダロスの9体を総称した呼び名。各々が恐竜や幻獣などの頭の形をしている暗黒大邪神の下僕。胴体だけでも行動可能だが、本来は魔動王同様手足が存在していたらしい。その後ラビルーナ全土に封印されるが、幾星霜を経て再び邪動族の手により全てが甦った。
現代では暗黒大邪神を復活させるべく闇の魔法陣に邪動エネルギーを注ぎ込んでいる。またその本体にDr.バイブルの製作した手足や頭が取り付けられており、たとえ何度破壊されようともアグラマントの蘇生の邪動力で瞬時に復活、新しい手足を取り付けた後継機が登場する。また、隈取の数でその力の強さがわかる（3本：下、2本：中、2本：上）。
闇の3邪動王（やみの3ジャドーキング）
ワイバースト、ハービザン、ヒドラムの3体を総称した呼び名。魔動王に対抗すべく開発された。「『ジャハ・ラド・クシード』闇より出でよ、汝、○○○○○○」と詠唱することにより巨大な顔をした形態（フェイスモード）が出現し、搭乗者が乗り込みことで4頭身の戦闘形態（バトルモード）へと変形する。また魔動王より一段階多いビーストモードに変形できる。奇跡の金属「バイメタル」で作られ多少の傷ならパイロットの邪動力で回復できる上に、あらゆる攻撃に対し、瞬時に「フェイスモード」へと変形して攻撃を撥ね返してしまう。バイメタルの特性のために損傷し続けると邪動力を限界まで吸い取られてしまう欠点があったが、その後邪動エネルギー制御装置を装備する。
ゼーマ
攻撃魔法を使う際に言う魔法用語。
パステ
防御魔法を使う際に言う魔法用語。
ガット
反射系魔法（カウンターマジック）を使う際に言う魔法用語。
ガイアロン
地を司る神獣。地の魔法用語「ガイ」はこの言葉から来ている。ガイアロンが地上へ降臨した姿が神獣「ガイアドラゴン」だといわれている。
ルー
風の神獣の名前を携えた魔法用語で、風の魔法を用いる際の魔法用語でもある。
サラ
水の神獣の名前を携えた魔法用語で、氷の魔法を用いる際の魔法用語でもある。
バリ
電気の神獣の名前を携えた魔法用語で、雷の魔法を用いる際の魔法用語でもある。
ギラ
光の神獣の名を携えた魔法用語。
ミン
眠りの魔法の用語。
バイメタル
Dr.バイブルが発明した「生きている金属」とされるが、魔動王や邪動神に使用されている「科学で解明できない金属」の名称を借りたに過ぎない。
ゾーラクラウン
月面の観光地「かぐや姫のかんざし岩」に隠されていたグランゾート専用の強化パーツ。アグラマントが聖地ルナから宇宙の彼方へ飛ばそうとしたところ、月面に引っ掛かってその場に残ったとされている。
三大御三家（さんだいごさんけ）
「火」「風」「水」を司る大魔法使いの家系。
ゾーラブレード
かつて太陽王が持っていた惑星をも切り裂く剣。しかし、その力を恐れたアグラマントことV-ラーマスが9つに分割し、断片の姿を変えたうえで闇の9邪動神の武器として封印していた。最終回にて太陽王の前に全ての断片が連結され、本来の姿を取り戻す。
マジカル語
「語」の一字に反して言語の名前ではなく、ラビルーナの公用文字を指す。その構造はローマ字に近く、文字の下は母音、上は子音を表す。ただし、「母音」と「ん」だけは1文字で表す。日本語における拗音、促音等にあたる表現も存在する。第15話でのスタート地点の横断幕には「かめかめじまいっしゅうれーす」、第16話でのカップンの寿司屋の看板には「すし」、光の魔法陣には「火風水合わさりしとき光の魔法陣とならん」と書かれている。ただし、ゾーラクラウンを復活させる手掛かりとなった石盤に書かれていたマジカル語はだいぶ前から使われなくなったためか、解読には困難を極めた。玩具のパッケージやブックレット等にも書かれている。
マジカル数字
ラビルーナで使うわれている数字。文字の母音に2つの濁点が付いたもの。アグラマントや三邪動士の額にも描かれている。
ルナ金貨
ラビルーナで使われている通貨。300枚はかなりの高額である。
ムーンドル・ムーンセント
月面都市ルナ・トーキョーで流通している貨幣。1ムーンドルは約300円位。
ポスト
月面にあるポスト。右側に投函すると地球に届くため、大地は母への手紙を右側へ投函していた。
レーヴェの道
聖地ルナより地上につながる通路。邪動族によって闇に染められた光の魔法陣とは別の場所にある。聖地ルナ側の入り口には三魔動王の神像が対角に安置されているが邪動族が道を占拠した折には三神像が消えてしまっていた。なお、最終話ではアングルの関係からアクアビートの神像のみ顔を見ることができなかった。
ラウーラの道
竜巻に覆われた神樹の中にカムフラージュされていた月面地上からのラビルーナへの入り口でV-イマックが守っていた。神樹の周りには火・風・水の3つの魔法陣が印されている。レーヴェの道を邪動族に占拠されてしまっていたためにV-メイ一行はここから第5エリアへと進むしかなかった。また、大地はここでの戦いにおいてエルディカイザーの使用を可能にした。

## スタッフ
- 企画：サンライズ
- 原作：矢立肇、広井王子（連載誌：『てれびくん』、『別冊コロコロコミック』）
- 企画協力：レッドカンパニー
- キャラクターデザイン：スタジオ・ライブ
- メカニカルデザイン：大河原邦男
- 美術監督：池田繁美
- 撮影監督：奥井敦
- 音楽：田中公平
- 音響監督：藤野貞義
- 総監督：井内秀治
- プロデューサー：伊藤響（日本テレビ）、佐川祐子（ASATSU）、吉井孝幸、富田民幸（サンライズ）
- ゲストキャラデザイン：芦田豊雄、吉松孝博、上杉恵美子
- ゲストメカデザイン：冨士宏
- 色彩設定：植村礼子
- 色指定：持田武、千葉賢二、野崎絹代、滝口佳子、新田正史、松下久美子、田中理恵子、深田早苗
- 特殊効果：磯野松子、柴田睦子、小森靖彦、山本公
- 音響製作：千田啓子
- 効果：依田安文→蔭山満
- 調整：依田章良
- 録音：整音スタジオ
- 現像：東京現像所
- 編集：布施由美子
- タイトル：マキ・プロ
- 広報：山口晋→岩上喜進→鈴木康子（日本テレビ）
- 制作デスク：市万田俊也、宮下政子（日本テレビ）
- 企画制作：日本テレビ
- 制作：ASATSU、サンライズ

## 主題歌
下記の2曲を収録したCDは、日本コロムビアより発売。
オープニングテーマ
『光の戦士たち』
作詞 - 荒木とよひさ / 作曲 - タケカワユキヒデ / 編曲 - 山本健司 / 歌 - 鈴木けんじ
エンディングテーマ
『ホロレチュチュパレロ』
作詞 - 荒木とよひさ / 作曲 - 小杉保夫 / 編曲 - 山本健司 / 歌 - 徳垣とも子

## 放送リスト
| 話数 | 放送日         | サブタイトル           | 脚本     | ストーリーボード | 演出     | 作画監督   | 登場巨大メカ                     | 収録VHS |
| ---- | -------------- | ---------------------- | -------- | ---------------- | -------- | ---------- | -------------------------------- | ------- |
| 1    | 1989年 4月7日  | 魔法の月から顔がでた!  | 井内秀治 | 井内秀治         | 福田満夫 | 芦田豊雄   | ヘルメタル量産型                 | VOL.1   |
| 2    | 4月14日        | この弓引くのはだーれ?  | 中弘子   | 高橋資祐         | 日高政光 | 松下浩美   | ヘルメタル量産型 サーベイガー1号 | VOL.1   |
| 3    | 4月21日        | ガスくん風にのる!      | 山田隆司 | 香川豊           | 香川豊   | 内山正幸   | ヘルメタル指揮官型               | VOL.1   |
| 4    | 4月28日        | コマを回せば三人目!    | 三井秀樹 | 香川豊           | 近藤信宏 | 中村旭良   | メガロックス・プロトタイプ       | VOL.2   |
| 5    | 5月5日         | ドロボーにはドロボー!? | 荒川稔久 | 福田満夫         | 福田満夫 | 遠藤祐一   | ジャンモス1号                    | VOL.2   |
| 6    | 5月12日        | 一発勝負!水上コマ回し  | 中弘子   | 日高政光         | 日高政光 | 神志那弘志 | プテランダー1号                  | VOL.2   |
| 7    | 5月19日        | 鏡よ鏡 どっちが早い?   | 山田隆司 | 高橋資祐         | 河本昇悟 | 内山正幸   | トリプロス1号                    | VOL.3   |
| 8    | 5月26日        | 竜巻爺さんがんばる!    | 三井秀樹 | 香川豊           | 香川豊   | 松下浩美   | チラノザック1号                  | VOL.3   |
| 9    | 6月2日         | 初めまして!ラビルーナ  | 荒川稔久 | 近藤信宏         | 近藤信宏 | 中村旭良   | サーベイガー2号                  | VOL.3   |
| 10   | 6月9日         | 森の秘密は何だ!        | 中弘子   | 福田満夫         | 福田満夫 | 井上栄作   | ジャンモス2号                    | VOL.4   |
| 11   | 6月16日        | 肝だめしってコワイ!    | 三井秀樹 | 日高政光         | 日高政光 | 服部憲知   | メガロックス1号                  | VOL.4   |
| 12   | 6月23日        | これが噂のマジカルゴ?  | 山田隆司 | 高橋資祐         | 河本昇悟 | 遠藤裕一   | トリプロス2号                    | VOL.4   |
| 13   | 6月30日        | 世界樹が泣いている?    | 荒川稔久 | 高橋資祐         | 松浦錠平 | 青野厚司   | プテランダー2号                  | VOL.5   |
| 14   | 7月7日         | 笑ってよ!世界樹さん    | 山田隆司 | 近藤信宏         | 近藤信宏 | 神志那弘志 | メガロックス2号                  | VOL.5   |
| 15   | 7月14日        | カメカメ島の大運動会   | 高橋良輔 | 福田満夫         | 福田満夫 | 中村旭良   | ジャンモス3号                    | VOL.5   |
| 16   | 7月21日        | のってうかんで大津波   | 中弘子   | 日高政光         | 日高政光 | 内山正幸   | チラノザック2号                  | VOL.6   |
| 17   | 7月28日        | キケンがグルグル!      | 五武冬史 | 高橋資祐         | 河本昇悟 | 服部憲知   | トリプロス3号                    | VOL.6   |
| 18   | 8月11日        | みんな一緒に滝登り!    | 三井秀樹 | 松浦錠平         | 松浦錠平 | 青野厚司   | サーベイガー3号                  | VOL.6   |
| 19   | 8月25日        | シャボン玉もぐった!    | 荒川稔久 | 近藤信宏         | 近藤信宏 | 遠藤裕一   | プテランダーII号                 | VOL.7   |
| 20   | 9月1日         | 潮ふけやれふけ大鯨     | 高橋良輔 | 福田満夫         | 福田満夫 | 中村旭良   | ワイバースト                     | VOL.7   |
| 21   | 9月8日         | やってきました大昔     | 中弘子   | 日高政光         | 日高政光 | 神志那弘志 | ハービザン ヘルメタル量産型      | VOL.7   |
| 22   | 9月22日        | 恐竜君はぼくらの味方   | 三井秀樹 | 高橋資祐         | 河本昇悟 | 中村旭良   | ヒドラム ヘルメタル量産型        | VOL.8   |
| 23   | 9月29日        | お日さまが消えてゆく   | 五武冬史 | 松浦錠平         | 松浦錠平 | 青野厚司   | ワイバースト ヒドラム ハービザン | VOL.8   |
| 24   | 10月6日        | ふりだしにもどる!?     | 荒川稔久 | 近藤信宏         | 近藤信宏 | 服部憲知   | ケルベーダ1号                    | VOL.8   |
| 25   | 10月13日       | かぐや姫をさがせ!      | 高橋良輔 | 福田満夫         | 福田満夫 | 松下浩美   | ミノダロス1号                    | VOL.9   |
| 26   | 10月27日       | スーパーはつよい!      | 中弘子   | 日高政光         | 日高政光 | 中村旭良   | ワイバースト                     | VOL.9   |
| 27   | 11月10日       | ただいま!ラビルーナ    | 三井秀樹 | 河本昇悟         | 河本昇悟 | 遠藤裕一   | ユニカイザー1号                  | VOL.9   |
| 28   | 11月17日       | 火あそびはタブー!      | 五武冬史 | 近藤信宏         | 近藤信宏 | 神志那弘志 | ジャンベイガー                   | VOL.10  |
| 29   | 11月24日       | ぬいぐるみで歌おう!    | 荒川稔久 | 松浦錠平         | 松浦錠平 | 青野厚司   | プテラプロス                     | VOL.10  |
| 30   | 12月1日        | もくもく山に風が吹く   | 高橋良輔 | 香川豊           | 佐藤育郎 | 中村旭良   | メガロザック                     | VOL.10  |
| 31   | 12月8日        | ドラゴン親子の大変身   | 五武冬史 | 日高政光         | 日高政光 | 松下浩美   | ハービザン                       | VOL.11  |
| 32   | 12月15日       | かき氷でスーイスイ!    | 中弘子   | 近藤信宏         | 近藤信宏 | 中村旭良   | ケルベーダ2号                    | VOL.11  |
| 33   | 12月22日       | この花はオレンダ!      | 比賀静夢 | 河本昇悟         | 河本昇悟 | 遠藤裕一   | ユニカイザー2号                  | VOL.11  |
| 34   | 12月29日       | スベッたら大人!        | 三井秀樹 | 松浦錠平         | 松浦錠平 | 青野厚司   | 武者メタル ミノダロス2号         | VOL.12  |
| 35   | 1990年 1月19日 | ふしぎコンビ行きます   | 荒川稔久 | 高橋資祐         | 佐藤育郎 | 神志那弘志 | ジャンモス4号                    | VOL.12  |
| 36   | 1月26日        | 手作りヒコーキ飛んだ!  | 高橋良輔 | 日高政光         | 日高政光 | 中村旭良   | サーベイガー4号                  | VOL.12  |
| 37   | 2月2日         | とけない氷の謎をとけ   | 五武冬史 | 近藤信宏         | 近藤信宏 | 松下浩美   | ヒドラム 武者メタル              | VOL.13  |
| 38   | 2月9日         | ルナがおもーい!!       | 三井秀樹 | 河本昇悟         | 河本昇悟 | 中村旭良   | ワイバースト 武者メタル          | VOL.13  |
| 39   | 2月16日        | おめざめ!暗黒大邪神    | 高橋良輔 | 高橋資祐         | 佐藤育郎 | 遠藤裕一   | ハービザン 暗黒大邪神            | VOL.13  |
| 40   | 2月23日        | はじめましてお母さん   | 五武冬史 | 松浦錠平         | 松浦錠平 | 青野厚司   | 暗黒大邪神 ヒドラム 武者メタル   | VOL.14  |
| 41   | 3月2日         | ただいまお母さん       | 井内秀治 | 日高政光         | 日高政光 | 吉松孝博   | 暗黒大邪神                       | VOL.14  |

## 放送局
| 放送期間                    | 放送時間           | 放送局         | 対象地域       | 備考   |
| --------------------------- | ------------------ | -------------- | -------------- | ------ |
| 1989年4月7日 - 1990年3月2日 | 金曜 17:00 - 17:30 | 日本テレビ     | 関東広域圏     | 製作局 |
|                             |                    | 札幌テレビ     | 北海道         |        |
|                             |                    | ミヤギテレビ   | 宮城県         |        |
|                             |                    | 福島中央テレビ | 福島県         |        |
|                             |                    | テレビ新潟     | 新潟県         |        |
|                             |                    | 静岡第一テレビ | 静岡県         |        |
|                             |                    | 中京テレビ     | 中京広域圏     |        |
|                             |                    | 西日本放送     | 岡山県・香川県 |        |
|                             |                    | 広島テレビ     | 広島県         |        |
|                             |                    | 福岡放送       | 福岡県         |        |
|                             |                    | 熊本県民テレビ | 熊本県         |        |
| 1989年8月中旬 - 9月上旬時点 | 水曜 10:55 - 11:25 | よみうりテレビ | 近畿広域圏     |        |
|                             | 火曜 16:30 - 17:00 | 沖縄テレビ     | 沖縄県         |        |

## 関連商品

### 魔動コレクション
テレビシリーズ放送時に、タカラ（現・タカラトミー）から販売されたプラクションシリーズ。
手足・頭・背中に共通ジョイントを使用しており、組み替えが可能。専用の「コンビネーションパワーアップパーツ」も販売され、組み立て説明書は「復元解説書」と表記。またテレビシリーズと連動する内容や、解説・企画などを収めたブックレット（魔動王では『光の魔動書』、邪動神および邪動王では『闇の魔動書』等となっている）を同封。また邪動神の武器に付属するレリーフは9つ全ての連結が可能であり、これはテレビシリーズの最終回でも「ゾーラブレードの全ての断片が集まった姿」として描かれている。
シリーズの番外ではあるものの、後述の通り魔動銃も同様の組み立てキットとして発売されており、単発ながら魔法陣プレートをスプリングで発射できる。また魔動銃に添付されている復元解説書は、全ての光の魔法陣の鍵を握るものともなっている。この他、前出の組み立てキットとは別に同仕様の完成品である「マジカルシュート 魔動銃」も発売されている。
- 01 グランゾート
- 02 ウィンザート
- 03 アクアビート
- 04 サーベイガー2号
- 05 メガロックス2号
- 06 ジャンモス1号
- 07 プテランダー2号
- 08 トリプロス2号
- 09 チラノザック2号
- 10 ユニカイザー2号
- 11 ケルベーダ2号
- 12 ミノダロス2号
- 13 ワイバースト
- 14 ハービザン
- 15 ヒドラム
- 16 スーパーグランゾート
- 17 スーパーウィンザート
- 18 スーパーアクアビート
- 19 ヘルメタル量産型
- 20 ヘルメタル指揮官型

### ヴァリアブルアクション
バンダイ傘下のメガハウスが販売している彩色済み完成品アクションフィギュアシリーズ。
商品化希望作品アンケートにて1位を獲得し、2011年より順次立体化された。変形ギミックをほぼ忠実に再現。共通仕様の台座、手首と各種武器が付属する。一部商品はプレミアムバンダイ内メガトレショップなどでの限定販売となっている。
- 01 スーパーグランゾート
- 02 スーパーアクアビート
- 03 スーパーウィンザート
- 04 ワイバースト
- 05 ヘルメタル（量産型）
- 06 ヘルメタル（大河原邦男カラーVer.）
「超・大河原邦男展-レジェンド・オブ・メカデザイン-」会場限定商品。
- 07 グランゾート
- 08 アクアビート
- 09 ヘルメタル（指揮官型）
ワンダーフェスティバル会場などでの限定販売。
- 10 ウィンザート
- 11 ハービザン
- 12 武者メタル
メガトレショップ限定販売。
- 13 ヒドラム
- 14 ハイパーグランゾート
「ヴァリアブルアクション Hi-SPEC」名義。ハイパーグランゾートの公式立体物としては初の商品化。メガトレショップ限定販売。
- 15 グランゾート Shining ver.
- 16 アクアビート Shining ver.
- 17 ウィンザート Shining ver.
カラーリングをメタリックカラーに変更したリニューアル再版。
- 18 グランゾート アクアビート ウィンザートセット Shining Ver
上記3種のセット版。特典としてエフェクトパーツが付属する。プレミアムバンダム、あみあみ、でじたみん限定販売。
- 19 スーパーグランゾート ガイアドラゴン エディション
- 20 スーパーグランゾート メタリックVer.
- 21 スーパーアクアビート メタリックVer.
- 22 スーパーウィンザート メタリックVer.
カラーリングをメタリックカラーに変更したリニューアル再版。大地、ガス、ラビのミニフィギュアが新規に付属する。プレミアムバンダイ、あみあみ、でじたみん、ボークス、ホビーベースイエローサブマリン限定販売。
- 23 魔動王グランゾート メタリックVer.3体セット
上記3種のセット版。特典としてグリグリのミニフィギュアが付属する。プレミアムバンダイ、あみあみ、でじたみん、ボークス、イエローサブマリン限定販売。
- 24 ハイパーグランゾート メタリックVer.（エフェクトパーツ付）
カラーリングをメタリックカラーに変更したリニューアル再版。エルディカイザー用のエフェクトパーツが新規に付属する。エフェクトパーツはグランゾート、スーパーグランゾートにも流用可能。プレミアムバンダイ、あみあみ、でじたみん、ボークス、イエローサブマリン限定販売。
- 25 スーパーグランゾート
「ヴァリアブルアクション Hi-SPEC」名義。グランゾート30周年記念商品。一部差し替えだったVA版からサイズアップして完全変形、発光ギミック、大滝進矢氏による新規ボイスなどを収録。
- 26 グランゾート 大河原邦男カラーVer.
「大河原邦男展in上海」開催記念商品。中国のドラゴンをイメージしたカラーとマーキングが施されている。メガトレショップ、プレミアムバンダイ、ボークス、イエローサブマリン限定販売。

ヴァリアブルアクションMINI
ヴァルアブルアクションを110ミリメートルサイズに縮小した廉価版。フェイスモードへ完全変形、武器の塗装は一部省かれている。新規シリーズ第1弾として発売。
- 01 グランゾート
- 02 アクアビート
- 03 ウインザート
- 04 魔動王グランゾート 3体セット
上記3種のセット版。特典として描きおろしスリーブパッケージ、ミニアクリルマスコット付き。プレミアムバンダイ限定販売。

### その他の立体物
組立てキット
タカラ
- 完全復活 DXグランゾート
- 完全機甲 DXワイバースト
- 完全転生 DXスーパーグランゾート
- 魔動銃

グッドスマイルカンパニー
- MODEROID グランゾート
- MODEROID ウインザート
- MODEROID アクアビート

食玩
カバヤ食品
- 魔動王グランゾートガム
- 魔動王グランゾートピーナッツチョコ
  - 第1弾 グランゾート、アクアビート、ウィンザート
  - 第2弾 スーパーグランゾート、スーパーアクアビート、スーパーウィンザート

- スーパー魔動王グランゾートガム
  - 第1弾 グランゾート、ウィンザート（アクアビートは未発売）
  - 第2弾 スーパーグランゾート、スーパーウィンザート、スーパーアクアビート

完成品フィギュア
ユージン（現・タカラトミーアーツ）
- サンライズヒーローコレクション
Part2にグランゾート、Part4にウィンザート、アクアビートを収録。

コトブキヤ
- S.U.G.O.Iアクションフィギュア第2弾 グランゾート

千値練
- METAMOR-FORCE 魔動王グランゾート グランゾート

ガレージキット
プラギルド
- スーパーグランゾート
電撃ホビーマガジン誌上通販限定。無彩色レジンキット。組み立て時に付属のポリパーツを組み込む事で可動。一部パーツ差し替えにより変形。

### OVA
- 魔動王グランゾート 最後のマジカル大戦
  1. 前編（1990年8月10日発売）
  2. 後編（1990年9月8日発売）

テレビシリーズの1年後を舞台とした続編。八頭身となったグランゾートの最終形態「ハイパーグランゾート」が登場。
- 魔動王グランゾート 冒険編（1992年発売）
  1. 盗まれた魔動石
  2. 消えた魔動石
  3. 決戦! 大海賊!

テレビシリーズの2年後かつ最後のマジカル大戦の1年後を舞台とした更なる続編。グリグリとメイは登場しない。

### 映像ソフト
VHS
タカラより発売。1巻3話収録。次回予告がカットされている。
「ノン・ストップ・ラビ」
ビクターより発売。ラビを特集したVHS。
「冒険編 前夜祭」
冒険編発売前に製作されたVHS。

LD
映像特典「魔動コレクション」収録。
DVD-BOX
ムービックより2002年7月26日から一年間の期間限定で販売された。リバーシブルジャケット、描き下ろしポスターが封入されている。
全9巻に分割した単巻版も販売されている。第9巻はOVA版のみの収録。
BD-BOX
バップより2014年12月24日発売。48Pブックレット付属。
映像特典として「ラビルーナ同窓会」の映像、「ノン・ストップ・ラビ」、LDの特典「魔動コレクション」、玩具CMなどを新たに収録。

### ゲーム
魔動王グランゾート（1990年4月6日）
ハドソンのPCエンジンスーパーグラフィックス用ゲームソフト。ジャンルは横スクロール型アクションゲーム。プレイヤーは自機を、グランゾート、ウィンザート、アクアビートの3体のロボットの中から、コントローラのRUNボタンによってローテーションで入れ替えながら選び出してプレイできる。3体はそれぞれ専用の武器を持っており、異なる攻撃方法によって敵を倒し、パワーアップアイテム取得するごとに射程が伸びたり、武器の威力が増したり、一度に打てる弾の数が増えたりしていく。またエネルギーを消費して、それぞれの機体ごとに異なる魔道力を使った必殺技を発動する。グランゾートの武器は険で、威力は強いが射程が最も短く、魔道力を発動すると地震を起こして敵にダメージを与える。ウィンザートの武器は弓で、3体のロボットの中では最も射程は長いが威力が弱く、魔道力を使うとジャンプ力が通常の5倍ほどになる。アクアビートの武器は槍で、ブランゾートよりも射程は長いが前方にしか攻撃ができず敵のジャンプ攻撃に弱い側面を持ち、魔道力を使うと自機のまわりにバリアが発生する。ゲーム中のコンティニューはないが、迷路の中には数多くの1UPが落ちているのも、このゲームの特徴である。
ブレイブサーガ 新章 アスタリア（2001年1月26日）
ゲームボーイカラー用ゲームソフト。 タカラ 製、ジャンルはコンピュータRPG。サンライズ制作アニメのクロスオーバー作品。
スーパーロボット大戦DD（2021年3月24日）
iOS/Android用アプリゲーム。ジャンルはシミュレーションRPG。2021年3月から追加参戦。ロボットアニメのクロスオーバー作品。

### 文具
セイカノート（現・サンスター文具）より、スケッチブックやぬりえなどの各種文具が発売された。

### 出版物

#### 小説
設定がテレビシリーズとは異なっており、少々グロテスクな内容もある。
- 魔動王グランゾート1 ISBN 4-04-470301-9
- 魔動王グランゾート2 ISBN 4-04-470302-7
- 魔動王グランゾート3 ISBN 4-04-470303-5
- 魔動王グランゾートX 暗黒の少年 ISBN 4-04-470310-8
- 魔動王グランゾートY 南海の魔王 ISBN 4-04-470311-6
角川スニーカー文庫より発売。
作 広井王子&レッド・カンパニー
- 魔動王グランゾート 光の結晶編
月刊OUT 1991年4月 - 6月号までの短期集中連載。
イラスト まつした章子
最後のマジカル大戦後の後日談。

#### 漫画
『魔動王グランゾート』（作画：鈴木伸彦、原作：広井王子）
番組放映前、『コロコロコミック』増刊号（1989年スーパー新年増刊）に掲載されたプレコミック。大河少年がサーカスで出会ったウサギと共に地球に封印されていたグランゾートを探す物語で小説版のエピローグはこれをベースとしたものである。

#### ムック
メモリーinグランゾート ラビくんがんばる
徳間書店より発売。きしかわおさむ編。
魔動王グランゾート大事典
ラポートより発売。
魔動王グランゾート もうひとつのマジカルツアー
勁文社より発売。白うさぎ赤目組編。
魔動王グランゾート メモリアルブック
新紀元社より発売。

## ネット配信
サンライズのYouTube公式チャンネルにて、2019年9月27日から2020年1月19日まで無料配信が実施された。
| 配信回  | 配信期間                        | 配信期間                       |
| ------- | ------------------------------- | ------------------------------ |
| 1       | 2019年9月27日 - 2020年1月19日   | 2019年9月27日 - 2020年1月19日  |
| 2 - 10  | 2019年9月27日 - 2019年10月13日  | 2019年11月22日 - 2019年12月8日 |
| 11 - 20 | 2019年10月11日 - 2019年10月27日 | 2019年12月6日 - 2019年12月22日 |
| 21 - 30 | 2019年10月25日 - 2019年11月10日 | 2019年12月20日 - 2020年1月5日  |
| 31 - 41 | 2019年11月8日 - 2019年11月24日  | 2020年1月3日 - 2020年1月19日   |